# Centralny Zarząd Przemysłu Odzieżowego
Centralny Zarząd Przemysłu Odzieżowego – jednostka organizacyjna Ministerstwa  Przemysłu i Handlu, powołana w celu koordynowania, nadzorowania i kontrolowania oraz pełnienia ogólnego kierownictwa nad działalnością gospodarczą przedsiębiorstw państwowych lub będących pod zarządem państwowym.

## Powołanie Zarządu
Na podstawie zarządzenia Ministra Przemysłu i Handlu z 1948 r. wydane w porozumieniu z Ministrem Skarbu i Prezesem Centralnego Urzędu Planowania o utworzeniu Centralnego Zarządu Przemysłu Odzieżowego ustanowiono Zarząd. Powołanie Zarządu pozostawało w ścisłym związku z dekretem z  1947 r. o tworzeniu przedsiębiorstw państwowych.
Nadzór państwowy nad Zarządem  sprawował Minister Przemysłu i Handlu.

## Powstanie Zarządu
Centralny Zarząd Przemysłu Odzieżowego powstał w wyniku wydzielenia z administracji państwowej jednostki organizacyjnej jako przedsiębiorstwa państwowego  prowadzonego w ramach narodowych planów gospodarczych oraz według zasad gospodarki handlowej.

## Przedmiot działalności Zarządu
Przedmiotem działalności Zarządu było koordynowanie, nadzorowanie i kontrolowanie oraz ogólne kierownictwo działalności gospodarczej przedsiębiorstw państwowych lub będących pod zarządem państwowym.

## Rada Nadzoru Społecznego
Przy Zarządzie  powołana była Rada Nadzoru Społecznego, której zakres działania, sposób powoływania i odwoływania jej członków, organizację i sposób wykonywania powierzonych czynności określi rozporządzenie Rady Ministrów.
Rada Nadzoru Społecznego miała charakter niezależnego organu nadzorczego, kontrolnego oraz opiniodawczego, podlegającego w swej działalności nadzorowi Prezydium Krajowej Rady Narodowej.

## Kierowanie Zarządem
Na czele Zarządu stała dyrekcja, powoływana i zwalniana przez Ministra Przemysłu i Handlu, składająca się z dyrektora naczelnego, reprezentującego dyrekcję samodzielnie oraz z podległych dyrektorowi naczelnemu czterech dyrektorów.
Do ważności zobowiązań zaciąganych przez Zarząd wymagane było współdziałanie, zgodnie z uprawnieniami, przewidzianymi w statucie:
- dwóch członków dyrekcji łącznie,
- jednego członka dyrekcji łącznie z pełnomocnikiem handlowym w granicach jego pełnomocnictwa,
- dwóch pełnomocników handlowych łącznie w granicach ich pełnomocnictw.

## Wykaz przedsiębiorstw nadzorowanych
- Zakłady Przemysłu Odzieżowego im. Dr. Próchnika - przedsiębiorstwo państwowe wyodrębnione, z siedzibą w Łodzi[1].
- Zakłady Przemysłu Odzieżowego im. dr. Więckowskiego - przedsiębiorstwo państwowe wyodrębnione, z siedzibą w Łodzi..
- Zakłady Przemysłu Odzieżowego "Wólczanka" - przedsiębiorstwo państwowe wyodrębnione, z siedzibą w Łodzi.
- Łódzkie Zakłady Przemysłu Odzieżowego - przedsiębiorstwo państwowe wyodrębnione, z siedzibą w Łodzi.
- Zgierskie Zakłady Przemysłu Odzieżowego - przedsiębiorstwo państwowe wyodrębnione, z siedzibą w Zgierzu.
- Pabianickie Zakłady Przemysłu Odzieżowego - przedsiębiorstwo państwowe wyodrębnione, z siedzibą w Pabianicach.
- Brzezińskie Zakłady Przemysłu Odzieżowego - przedsiębiorstwo państwowe wyodrębnione, z siedzibą w Brzezinach.
- Poznańskie Zakłady Przemysłu Odzieżowego - przedsiębiorstwo państwowe wyodrębnione, z siedzibą w Poznaniu
- Kaliskie Zakłady Przemysłu Odzieżowego - przedsiębiorstwo państwowe wyodrębnione, z siedzibą w Kaliszu.
- Krakowskie Zakłady Przemysłu Odzieżowego - przedsiębiorstwo państwowe wyodrębnione, z siedzibą w Krakowie.
- Górnośląskie Zakłady Przemysłu Odzieżowego im. Gen. Świerczewskiego - przedsiębiorstwo państwowe wyodrębnione, z siedzibą w Bytomiu.
- Dolnośląskie Zakłady Przemysłu Odzieżowego - przedsiębiorstwo państwowe wyodrębnione, z siedzibą w Głuchołazach.
- Zakłady Przemysłu Odzieżowego "Gumownia" - przedsiębiorstwo państwowe wyodrębnione, z siedzibą w Trzebini.
- Warszawskie Zakłady Przemysłu Odzieżowego im. 17-go Stycznia - przedsiębiorstwo państwowe wyodrębnione, z siedzibą w Warszawie.
- Pomorskie Zakłady Przemysłu Odzieżowego - przedsiębiorstwo państwowe wyodrębnione, z siedzibą w Bydgoszczy.
- Szczecińskie Zakłady Przemysłu Odzieżowego - przedsiębiorstwo państwowe wyodrębnione, z siedzibą w Szczecinie.
- Wrocławskie Zakłady Przemysłu Odzieżowego - przedsiębiorstwo państwowe wyodrębnione, z siedzibą we Wrocławiu.
- Świebodzickie Zakłady Przemysłu Odzieżowego - przedsiębiorstwo państwowe wyodrębnione, z siedzibą w Świebodzicach (Dolny Śląsk).
- Gryfowskie Zakłady Przemysłu Odzieżowego - przedsiębiorstwo państwowe wyodrębnione, z siedzibą w Gryfowie Śląskim (dawniej Gryfogóra - Dolny Śląsk).
- Łomnickie Zakłady Przemysłu Odzieżowego - przedsiębiorstwo państwowe wyodrębnione, z siedzibą w Łomnicy (Dolny Śląsk).
- Legnickie Zakłady Przemysłu Odzieżowego - przedsiębiorstwo państwowe wyodrębnione, z siedzibą w Legnicy (Dolny Śląsk).
- Piławskie Zakłady Przemysłu Odzieżowego - przedsiębiorstwo państwowe wyodrębnione, z siedzibą w Piławie Górnej (Dolny Śląsk).
- Żarskie Zakłady Przemysłu Odzieżowego - przedsiębiorstwo państwowe wyodrębnione, z siedzibą w Żarach (Dolny Śląsk).
- Ostrowieckie Zakłady Przemysłu Odzieżowego - przedsiębiorstwo państwowe wyodrębnione, z siedzibą w Ostrowcu Świętokrzyskim.
- Warszawskie Zakłady Przemysłu Odzieżowego im. Obrońców Warszawy - przedsiębiorstwo państwowe wyodrębnione, z siedzibą w Warszawie.
- Elbląskie Zakłady Przemysłu Odzieżowego - przedsiębiorstwo państwowe wyodrębnione, z siedzibą w Elblągu.
- Centrala Zaopatrzenia Materiałowego Przemysłu Odzieżowego - przedsiębiorstwo państwowe wyodrębnione, z siedzibą w Łodzi.
- Państwowe Przedsiębiorstwo Krawiecko-Kuśnierskie - przedsiębiorstwo państwowe wyodrębnione z siedzibą w Łodzi.
- Żyrardowskie Zakłady Przemysłu Odzieżowego - przedsiębiorstwo państwowe wyodrębnione z siedzibą w Żyrardowie.